# Ilione turcestanica
Ilione turcestanica är en tvåvingeart som först beskrevs av Friedrich Georg Hendel 1903.  Ilione turcestanica ingår i släktet Ilione och familjen kärrflugor. Inga underarter finns listade i Catalogue of Life.